# Oxford (Maine)
Oxford è un comune degli Stati Uniti d'America, situato nello Stato del Maine, nella contea di Oxford.